# Pałac Potockich w Buczaczu
Pałac Potockich w Buczaczu – nieistniejący dziś pałac właścicieli miasta Potockich herbu Pilawa Złota w Buczaczu. Został zbudowany przez Stefana Aleksandra Potockiego, strażnika i łowczego wielkiego koronnego, wojewodę bełskiego, starostę kaniowskiego, na lewym brzegu rzeki Strypa o smaku nowożytnym wraz z dwoma oficynami. Znajdował się obok klasztoru Bazylianów w Buczaczu. W 1780 był w ruinie. W jednej z pałacowych oficyn przez pewien czas przeżywał dziedzic oraz proboszcz Buczacza ksiądz kanonik hrabia Paweł Potocki, który miał zamiar odpisać Buczacz swemu krewnemu Leonowi Potockiemu (syn Stanisława Floriana Potockiego, wnuk brata ks. Pawła Józefa Makarego Potockiego) pod warunkiem, że ten zostanie księdzem. W oficynie znajdowały się portrety kasztelaństwa Potockich, Katarzyny Kossakowskiej oraz wszystkich braci ks. kanonika Pawła Potockiego, wielki obraz przedstawiający śmierć Stefana Potockiego (zm. 1648) pod Żółtymi Wodami oraz obraz z wjazdem Piotra Potockiego, starosty szczerzeckiego do Stambułu. 